# Siliștea Dealului
Siliștea Dealului – wieś w Rumunii, w okręgu Prahova, w gminie Filipeștii de Pădure. W 2011 roku liczyła 42 mieszkańców.